# Provincia Catanzaro
Catanzaro este o provincie în regiunea Calabria, Italia.